# Dieter Pohmer
Dieter Pohmer (* 31. Dezember 1925 in Berlin; † 19. März 2013 in Tübingen) war ein deutscher Wirtschaftswissenschaftler und Hochschullehrer. Ab 1959 war er ordentlicher Professor für Volkswirtschaft an der Universität Tübingen.
Dieter Pohmer, Sohn des bei der Firma Cuno Pohmer tätigen Großhandelskaufmanns Herbert Pohmer und der Berta Pohmer, geborene Bünte, studierte nach dem Besuch Berliner Schulen an den Universitäten Mannheim (Wirtschaftshochschule Mannheim, Wintersemester 1948/49 bis WS 1949/50) und der Freien Universität Berlin (Sommersemester 1950 bis 1951) Wirtschaftswissenschaft, an der er im Herbst 1951 sein Examen als Diplom-Kaufmann ablegte. Am 18. Juli 1953 wurde er ebendort mit der 1952 verfassten Dissertation Wesen und Grenzen der betriebswirtschaftlichen Berechtigung stiller Reserven in der Jahresbilanz in dynamischer und statischer Betrachtung (Erstgutachter: Wilhelm Eich) zum Dr. rer. pol. promoviert. Am 19. Juni 1957 habilitierte er sich an der Wirtschafts- und Sozialwissenschaftlichen Fakultät der Freien Universität Berlin mit der Habilitationsschrift Grundlagen der betrieblichen Steuerlehre (Gutachter Wilhelm Eich und Erich Kosiol). Am 1. Oktober 1957 wurde ihm ebendort die Venia legendi für Betriebswirtschaftslehre erteilt und er begann seine Lehrtätigkeit als Privatdozent.
Im Jahr 1959 wurde er an die Eberhard-Karls-Universität Tübingen auf einen Lehrstuhl für Betriebswirtschaftslehre berufen und war von 1959 bis 1970 Mit-Direktor des Betriebswirtschaftlichen Seminars. Er wurde Vorstand der Abteilung Volkswirtschaftslehre, insbesondere Finanzwissenschaften, in Tübingen. Von 1962 bis 1994 war er dort zusätzlich Leiter der Konzentrationsforschungsabteilung. Im WS 1967/68 vertrat er nebenamtlich den Lehrstuhl für Nationalökonomie und Finanzwissenschaft an der Ludwig-Maximilians-Universität München. 1970 wurde Pohmer für Volkswirtschaftslehre umhabilitiert. Seit 1970 war er bis zu seiner Emeritierung Inhaber eines Lehrstuhls für Volkswirtschaftslehre und Direktor der Abteilung Volkswirtschaftslehre insbesondere Finanzwissenschaft an der Eberhard-Karls-Universität Tübingen (Nachfolge Woldemar Koch). Er war ab Band 31 Mitherausgeber der Schriftenreihe Betriebswirtschaftliche Forschungsergebnisse und 1972 von Entwurf eines Gesetzes zum Schutz freier Meinungsbildung. Am 1. April 1994 wurde Pohmer emeritiert; zu seinem Nachfolger wurde Wolfgang Wiegard berufen.
Von WS 1959/60 bis WS 1993/94 hielt Pohmer zusätzlich Vorlesungen bei der Verwaltungs- und Wirtschaftsakademie (VWA). Außerdem war er Fachgutachter für Finanzwissenschaft der Deutschen Forschungsgemeinschaft (DFG).
Pohmer, der sich insbesondere mit Konzentration und Finanzpolitik beschäftigte, war darüber hinaus in der wissenschaftlichen Politikberatung tätig. Seit 1962 war Pohmer bis zu seinem Tode 2013 Mitglied des Wissenschaftlichen Beirats beim Bundesministerium der Finanzen dessen stellvertretender Vorsitzender er vom 1. Januar 1982 bis 31. Dezember 1990 und Vorsitzender vom 1. Januar 1991 bis 31. Dezember 1994 war. Außerdem war er von 21. Juli 1984 bis 28. Februar 1991 als Nachfolger von Kurt Schmidt Mitglied des Sachverständigenrates zur Begutachtung der gesamtwirtschaftlichen Entwicklung. Sein Nachfolger im Sachverständigenrat wurde Rolf Peffekoven.
Pohmer war Mitglied zahlreicher Kommissionen, unter anderem von 1990 bis 1992 in der vom Bundesministerium der Finanzen eingesetzten Kommission zur Verbesserung der steuerlichen Bedingungen für Investitionen und Arbeitsplätze (sog. Goerdeler-Kommission), die sich der Ausarbeitung einer Unternehmenssteuerreform annahm, sowie von 1993 bis 1995 in der vom Bundesministerium der Finanzen eingesetzten Einkommensteuer-Kommission zur Steuerfreistellung des Existenzminimums ab 1996 und zur Reform der Einkommensteuer (sog. Bareis-Kommission). Pohmer wurde am 14. April 1981 mit dem Verdienstkreuz 1. Klasse und am 9. November 1995 mit dem Großen Verdienstkreuz des Verdienstordens der Bundesrepublik Deutschland ausgezeichnet.
Pohmer war Mitglied zahlreicher Vereine und Verbände, unter anderem auch des Vereins für Socialpolitik, dessen finanzwissenschaftlichen Ausschuss er von 1977 bis 1981 als Vorsitzender leitete.
Dieter Pohmer war evangelisch, hatte 1961 die Medizinerin Gisela Hustedt geheiratete, mit der er drei Söhne (Klaus, Frank und Jörg Pohmer) hatte, starb 2013 87-jährig in Tübingen. Er wurde am 4. April 2013 auf dem Bergfriedhof (Tübingen) beerdigt.

## Schriften (Auswahl)
- Wesen und Grenzen der betriebswirtschaftlichen Berechtigung stiller Reserven in der Jahresbilanz in dynamischer und statischer Betrachtung. Freie Universität Berlin, Berlin 1953.
- Grundlagen der betriebswirtschaftlichen Steuerlehre (= Wirtschaftswissenschaftliche Abhandlungen. Band 12). Duncker & Humblot, Berlin 1958 (Habilitationsschrift Freie Universität Berlin 1957).
- als Hrsg.: Festschrift für Wilhelm Eich (Prüfung und Besteuerung der Betriebe). 1959.
- mit Franz Xaver Bea: Die Neuordnung der Umsatzbesteuerung. Grundlagen der bisherigen Diskussion und Grundsätze einer Reform. Unternehmerwirtschaft Verlags-Ges., Bonn 1960.
- mit Wilhelm Steinberg: Kapitalaufstockung, Wirtschaftskonzentration in steuerlicher Sicht. Industria, Herne 1961.
- Wirtschaftliche Probleme Berlins. In: Wolfgang Schadewaldt (Hrsg.): Berlin in Vergangenheit und Gegenwart (= Tübinger Studien zur Gesellschaft und Politik. Band 14). Mohr, Tübingen 1961, S. 93–203.
- mit Franz Xaver Bea: Die Behandlung gebrauchter Kraftfahrzeuge im deutschen Umsatzsteuerrecht. Gutachten (= Schriftenreihe des Verbandes der Automobilindustrie e. V. (VDA). Nr. 17). Verband der Automobilindustrie e. V., Frankfurt am Main 1973.
- als Hrsg.: Probleme des Finanzausgleichs. Band 2–3. 1980–1981.
- mit Franz Xaver Bea: Produktion und Absatz. (= UTB. Band 68). 3. Auflage. Vandenhoeck & Ruprecht, Göttingen 1994, ISBN 3-525-03165-3.
- Zur Entwicklung der öffentlichen Haushalte in der Bundesrepublik Deutschland (= Tübinger Universitätsreden. Neue Folge, Band 6). Tübingen 1993.
- Arbeitslosigkeit, Wirtschaftswachstum und Einkommens(um)verteilung (= Tübinger Universitätsreden. Neue Folge, Band 12). Tübingen 1994.
- Steuervereinfachung und „gerechte“ Steuerlastverteilung. In: Wilhelm Bühler (Hrsg.): Steuervereinfachung.  Festschrift für Dietrich Meyding zum 65. Geburtstag. Müller, Heidelberg 1994, ISBN 3-8114-9894-0, S. 21–31.
- Umverteilung und Subsidiarität. In: Knut Wolfgang Nörr (Hrsg.): Subsidiarität. Idee und Wirklichkeit. Zur Reichweite eines Prinzips in Deutschland und Europa. Mohr Siebeck, Tübingen 1997, ISBN 3-16-146670-5, S. 131–164.

Festschrift
- Franz Xaver Bea (Hrsg.): Finanzwissenschaft im Dienste der Wirtschaftspolitik. Dieter Pohmer zum 65. Geburtstag. Mohr Siebeck, Tübingen 1990, ISBN 3-16-145648-3 (Schriftenverzeichnis Dieter Pohmer S. 489–502).